# Сен-Паком
Сен-Паком (фр. Saint-Pacôme) — муниципалитет в канадской провинции Квебек, расположенный в региональном муниципалитете округа Камураска.
Сен-Паком расположен в самом сердце Камураски, в нескольких километрах от реки Св. Лаврентия и в 10 км к северо-востоку от Ла-Покатьера на 230-м шоссе. Ближайшие крупные города — Монманьи, в 70 км к юго-западу и Ривьер-дю-Лу 65 км к северо-востоку. Сен-Паком отличается пересечённой местностью у подножия Аппалачей и изгибами реки Уэль, которая его пересекает. Эти достопримечательности делают его одним из самых красивых населённых пунктов Квебека.
В Сен-Пакоме преобладает католическое население, а название восходит к имени Святого Пахомия.
С 2017 года пост мэра занимает Робер Берубе.

## Известные уроженцы
- Габриэль-Анж Левек, мать американского писателя Джека Керуака[3]
- Андре Ганьон, пианист и композитор[4][5]